# Талиесин

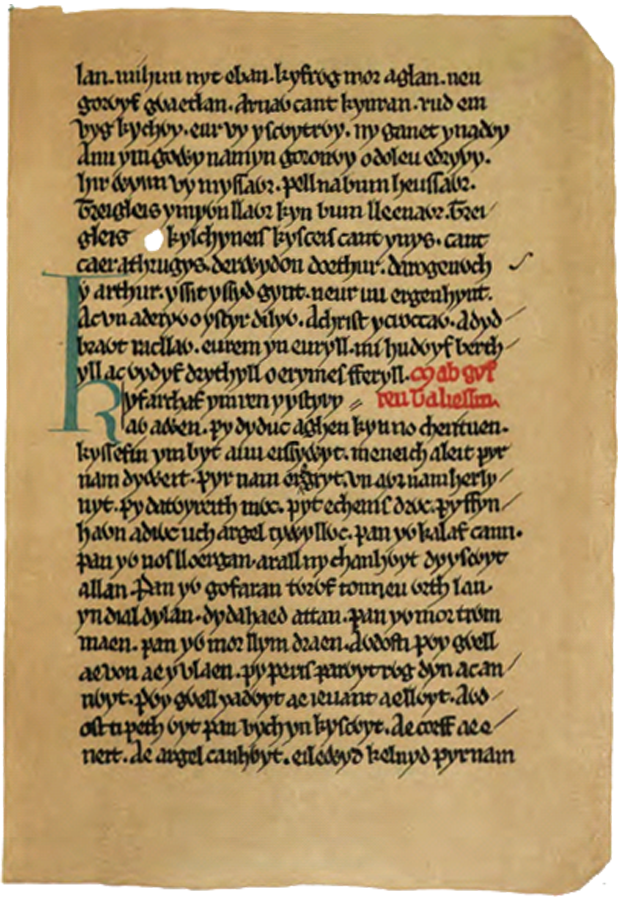
Факсимильная страница «Книги Талиесина», Folio 13

Талие́син (устаревшая русская передача — Тальесин; валл. Taliesin) (ок. 534 — ок. 599) — древнейший из поэтов, писавших на валлийском языке, чьи произведения дошли до наших дней. Его имя связано в основном с Книгой Талиесина — большим стихотворным сборником, созданным в средневаллийский период (Дж. Гвеногврин Эванс датирует книгу примерно 1425 годом, а Н. Денхольм-Янг — началом XIV века), но Ивор Уильямс датировал большу́ю часть содержащегося там материала X и XI веками, а самые древние стихотворения — принадлежащие «историческому» Талиесину — VI веком. Позже Талиесин стал героем легенды, записанной или созданной в XVI веке антикваром Элисом Грифидом, возможно, с опорой на некую устную традицию.
В валлийской мифологии Талиесин — волшебник и бард, первый из смертных, обладавший даром пророчества. Он был приемным сыном и слугой ведьмы Керидвен. Его часто изображали в виде орла, птицей, избираемой жрецами для полетов души в потусторонний мир.
В его честь назван кратер Талиесин на спутнике Юпитера Европе.

## «Исторический» Талиесин
Биография исторического Талиесина почти неизвестна, восстановить её можно только по косвенным ссылкам в стихах. Ненний в своей «Истории бриттов» после рассказа о короле Нортумбрии Иде (в 547—559) пишет:
Tunc Talhaearn Tat Aguen in poemate claruit; et Neirin et Taliessin et Bluchbard et Cian, qui vocatur Gueinth Guaut simul uno tempore in poemate Britannico claruerunt

Тогда Талхайарн Тад Авен (Tad Awen, «отец музы») добился успеха в поэзии; и Нейрин и Талиесин и Блухбард и Киан, которого называют Гвейнт Гваут (вероятно, Gwenith Gwawd, «пшеница песни») вместе в одно время добились успеха в британской поэзии
Существует традиция, согласно которой Талиесин родился в окрестностях озера Гейрионид, на севере Уэльса (графство Конуи, возле Лланруста). Она основана на строчке, дописанной в конце стихотворения Anrec Uryen («Дар Уриена»):
Mineu dalyessin o iawn llyn geirionnyd
Дж. Моррис-Джонс предполагал, что iawn (в современном языке — «правильный, верный, истинный») появился в результате неправильно прочтения писцом слова lann 'берег' как iaun (возможное написание iawn. Тогда эта строчка переводится как «Я Талиесин с берегов озера Гейрионид». Однако Ивор Уильямс считает нужным править слово llyn 'озеро' на llin 'линия, род'; в этом случае geirionnyd является формой слова keirionnyd, которое имеет два значения, одинаково подходящие в этот контекст, — «властитель» и «небеса». Тогда строчка читается как «Я Талиесин, из истинно царского (либо небесного) рода», что хорошо согласуется с представлениями о «легендарном» Талиесине.
Талиесин был придворным бардом и писал стихотворения, восхваляющие того правителя, на службе которого он находился. К безусловно раннему времени Ивор Уильямс относит 11 стихотворений (основываясь не только на соображениях стиля и жанра, но и на языковых свидетельствах), которые, однако посвящены разным правителям. Насколько можно понять, вначале Талиесин служил правителю Поуиса Брохвайлу Искитрогу (тогда Поуису, видимо, принадлежали обширные территории на востоке и севере, в нынешней Англии). В одном из стихотворений Талиесин хвастается:
keint rac vd clotleu. yn doleu hafren

rac brochuael powys a garwys vy awen

Я пел перед славным правителем, в излучинах Северна (Hafren)

Перед Брохвайлом Поуиса, что любил мою музу
Тем не менее не сохранилось ни одного стихотворения, которые было бы адресовано непосредственно Брохвайлу, однако в Книге Талиесина записано восхваление его сыну, Кинану Гарвину, который хорошо известен в истории Уэльса: согласно латинскому житию св. Кадока (умер около 577), Кадок предотвратил нападение некоего Кинана на Моргануг, а Селив, названный в хрониках сыном Кинана, погиб в битве при Честере (613). Содержание Trawsganu Cynan Garwyn (trawsganu, 'перекрёстная песнь' — термин, обозначавший стихотворение, начинавшееся и заканчивавшееся одним и тем же словом) также хорошо согласуется с тем, что нам известно о роли придворных бардов у кельтов: это в основном перечисление достоинства правителя и даров, полученных от него Талиесином.
Позже Талиесин отправился на так называемый Древний Север, в Регед, где он стал придворным бардом Уриена, известного из той же «Истории бриттов» Ненния:
Contra illum quattuor reges, Urbgen et Riderchen et Guallanc et Morcant, dimicaverunt. Deodric contra illum Urbgen cum filiis dimicabat fortiter — in illo autem tempore aliquando hostes, nunc cives vincebantur — et ipse conclusit eos tribus diebus in insula Metcaud et, dum erat in expeditione, iugulatus est, Morcante destinante pro invidia, quia in ipso prae omnibus regibus virtus maxima erat instauratione belli

Против него (Хуссы) сражались четыре короля: Урбген (Уриен) и Ридерк (Ридерх Старый) и Гваллаук (Гваллауг) и Моркант (Моргант). Деодрик со своими сыновьями храбро сражался против этого Урбгена — попеременно то враги, то жители города терпели поражение — и он (Уриен) осаждал их три дня и три ночи на острове Меткауд (Линдисфарн) и во время вылазки был убит Моркантом, подстрекаемым завистью, ибо он лучше всех королей мог возобновлять битву.
Деятельность Хуссы датируется не вполне уверенно, но примерно он правил с 585 по 592 год, что хорошо согласуется с другими сведениями о времени жизни Талиесина.
Как и при дворе Кинана, у Уриена Талиесин писал хвалебные песни королю. В них описываются его славные подвиги и его благосклонность к поэту. Из хвалебных песен к Уриену сохранились следующие:
- Стихотворение, описывающее сражение или два сражения — одно в нынешней Шотландии, при Ллех Вен (возможно, Галстон в Эйршире (Aeron) и второе при Гвен-Истрад (Ивор Уильямс идентифицирует его с долиной реки Иден в Камбрии). Кто именно было врагом бриттов — неясно, упоминаются Prydyn (обычно это слово означает пиктов) и англосаксы. Существенно, что здесь Уриена называют llyw Catraeth, «властитель Катрайта», а это значит, что во времена Талиесина Катрайт (ныне Каттерик в Йоркшире) ещё был бриттским, в том время как поэма Анейрина «Гододин» посвящена уже попытке отвоевать Катрайт у саксов.
- Несколько стихотворений, описывающих достижения Уриена: упоминаются щедрые дары барду, а также то, что его боятся все — и враги, и друзья.
- Ещё одно стихотворение описывает военный поход Уриена, вернее, его отбытие на войну, тревожное ожидание при дворе и радость после возвращения короля.
- Стихотворение, помеченное Ивором Уильямсом номером VI, описывает схватку перед битвой между саксами и бриттами, в которой Оуэн, сын Уриена, побеждает Фламдуйна, саксонского воина.
- Ещё одно стихотворение Талиесина является первым примеров известного из более поздней валлийской литературы жанра dadolwch — «умиротворения» патрона; такие стихотворения сочиняли поэты, чтобы усмирить гнев своих хозяев, вызванный тем, что бард писал слишком восторженные стихи в адрес других властителей. Не вполне понятно, кому он мог адресовать оскорбившие Уриена стихи: вряд ли дело было в ранних похвалах Кинану (где Талиесин, в частности, предлагал «всем властителям трепетать перед Кинаном»). Впрочем, в Книге Талиесина сохранилось два стихотворения, адресованных некоему Гваллаугу (вероятно, тому же, что у Ненния), не исключено, что гнев Уриена вызвали именно они.
- Наконец, ещё одно стихотворение, приписываемое историческому Талиесину, — элегия на смерть Оуайна, сына Уриена.

Древность стихотворений исторического Талиесина доказывается не только ссылками на исторические события, известные из других источников, архаичностью самого жанра его поэзии и тех реалий, которые в них отражены, но и лингвистическими соображениями. Правила стихосложения требовали определённого числа слогов с каждом стихе, однако некоторые стихи в том виде, в каком они записываются в рукописи, слишком коротки: дело в том, что после VI века в истории валлийского языка произошли такие исторические процессы (в частности, синкопа, то есть выпадение гласных), которые сократили число слогов с слове. Так, например, в поздней валлийской записи имя Urien двусложно, но если подставить вместо него встречающееся иногда Urfoën (что соответствует раннебритскому *Ōrbogenos, ср. Urbgen у Ненния), то получается правильная девятисложная строка. Вообще метрика этих стихотворений достаточно архаичная, обычна десятисложная строка, разделённая цезурой, но встречаются и девяти- (но не короче), и двенадцатисложные стихи.
Техника стихосложения во времена Талиесина была несколько проще той, что позже была кодифицирована в сложную систему соответствий согласных под названием кинханед (cynghanedd). Из технических приемов известны odl (рифмы, в том числе внутренние), proest («неполные» рифмы, то есть такие, в которых участвуют только согласные), odl Wyddelig («ирландская рифма» — приём, заимствованный из ирландского стихосложения, когда рифмующимися считаются согласные определённых классов, например -awc с -awt), cymeriad llythrennol (ряд стихов, начинающихся с одного и того же звука), cymeriad geiriol (ряд стихов, начинающихся с одного и то же слова). Встречаются особые типы строф, похожие на принятые позже стихотворные размеры. Все эти характеристики сближают стихотворения исторического Талиесина с «Гододином» Анейрина.

## «Легендарный» Талиесин
О «легендарном» Талиесине известно несколько больше, чем об историческом. В валлийской традиции он воспринимался как носитель тайного знания, ему приписывались сверхъестественные, в том числе пророческие способности и уникальный поэтический дар. По всей видимости, составитель Книги Талиесина интересовался как раз традициями о легендарном Талиесине: там собрано множество гномических стихов, начинающихся словами «я знаю» или «я видел», стихотворение Armes Prydein («Пророчество Британии»), относящееся примерно к 930 году, и различные произведения легендарного (например, Anryuedodeu Allyxandar, «Чудеса Александра» — пересказ известного в Средние века сюжета о полёте Александра Македонского) и энциклопедического характера (восходящие к Беде или напрямую к «Этимологиям» Исидора). Статус включённых в книгу религиозных стихов неясен: с одной стороны, их также могли приписывать Талиесину, с другой — не исключено, что монах-переписчик отдавал себе отчёт в некоторой «греховности» своего интереса к «языческим» (или по крайней мере нехристианским) традициям и таким образом пытался «сдобрить» этот материал благочестивой поэзией. Большое количество стихов, приписываемых легендарному Талиесину, — хвастливые перечисления того, что ему известно. Типичный пример:
Я знаю, почему есть эхо в лощине,

Почему серебро сияет, почему дыхание черно, почему печень кровава,

Почему у коровы рога, почему женщина нежна,

Почему молоко бело, почему остролист зелен

[…]

Я был синим лососем,

Я был псом, лосем, косулей на горе,

Колодками, лопатой, топором в руке,

Жеребцом, быком, телёнком,

Зерном, что взошло на холме.

Меня собрали и поместили в печь,

Я упал, когда меня поджаривали,

И меня проглотила курица.

Девять месяцев я был у неё в брюхе

Я был живым, я был мёртвым

Я Талиесин.
Гораздо позже, в XVI веке антиквар Элис Грифид записал «Историю Талиесина» (Hanes Taliesin), в которой, по всей видимости, нашли отражение многие элементы поздней традиции; правда, неясно, насколько Грифид действительно опирался на живой фольклор и в какой мере опубликованный им текст является его собственным произведением.
Согласно «Истории Талиесина», вначале он был мальчиком по имени Гвион (Gwion), слугой ведьмы Керидвен (Кирридвен, Cyrridwen). У Керидвен была прекрасная дочь Крейри и уродливый сын по имени Морвран (Morfran), или Авагди (Afagddu). Излечить Авагди от уродства не могла никакая магия, и тогда Керидвен решила сделать его мудрым. Воспользовавшись наставлениями, найденными в книгах Вергилия (в Средние века он воспринимался как хранитель древней мудрости), она стала варить зелье в огромном котле, заставив Гвиона помешивать варево. Три капли попали ему на палец, и мальчик, положив палец в рот, проглотил капли. Так случилось, что вся сила зелья была заключена как раз в них, и Гвион обрёл дар великих знаний и мудрости. Поняв, что Керидвен будет очень зла на него, он бросился прочь, а ведьма побежала в погоню за ним.
Убегая от Керидвен, Гвион превратился в кролика, тогда Керидвен обернулась собакой. Гвион превратился в рыбу и прыгнул в реку, но ведьма стала выдрой. Когда мальчик обернулся птицей, Керидвен стала ястребом. Наконец Гвион стал пшеничным зерном, а Керидвен обернулась курицей и склевала его. Тогда она забеременела, но, зная, что ребёнок — это Гвион, она решила его убить. Тем не менее младенец оказался столь прекрасен, что она не смогла этого сделать и пустила его в море в кожаном мешке.
История превращений Гвиона напоминает историю ирландского героя Финна мак Кумала, что, возможно, указывает на их общее происхождение.
Ребёнка позже обнаружил Элфин, сын Гвидно Гаранхира, «властителя Кередигиона». Элфин рыбачил на плотине, но поймал только младенца. Будучи поражён его красотой, Элфина воскликнул: «Tal iesin!» 'Прекрасное чело!'. Талиесин же ответил ему пространными стихами. Когда Элфин пришёл домой, его отец спросил, что он поймал, и Элфин ответил, что поймал поэта. Гвидно очень удивился и спросил: «Но какую ценность (tal) имеет поэт?» — на что Талиесин мгновенно ответил: «Бо́льшую ценность (tal iesin), чем всё, что можно вытащить с плотины» (это был каламбур, основанный на двойном значении слова tal — «лоб, чело» и «ценность»).
Позже, согласно «Истории Грифида», Талиесин стал мудрым бардом и пророком при дворе своего «отчима» Элфина.
Английский перевод Hanes Taliesin был включён леди Шарлоттой Гест в её издание «Мабиноги», хотя этот текст не имел к собственно «Мабиногиону» никакого отношения; тем не менее они до сих пор часто издаются вместе, особенно в научно-популярных изданиях.

## Талиесин в литературе
Уже в средневаллийской традиции появилась идея, будто Талиесин был бардом при дворе короля Артура (в этом качестве он фигурирует, в частности, в «Килхухе и Олвен»). Однако самые ранние источники относительно Артура (тот же Ненний) датируют его жизнь началом VI века, а битва при Камланне, где он погиб, относится к 542 году, что на полвека раньше расцвета карьеры Талиесина. Тем не менее этот сюжет весьма популярен, его использует, в частности, Альфред Теннисон в «Королевских идиллиях».
Образ легендарного Талиесина как носителя сакрального знания весьма популярен среди авторов, пишущих исторические романы и произведения в жанре фэнтези, особенно основанные на сюжетах из кельтской мифологии. В том или ином виде Талиесин фигурирует в книгах Г. Г. Кея, Ч. де Линта, Николая Толстого и многих других авторов; правда, чаще всего писатели опираются на вольные толкования поздних традиций в стиле Грифида.

## В популярной музыке
В 1968 году вышел альбом "The Book of Taliesyn" — это был  второй студийный альбом британской  хард-рок  группы "Deep Purple".
Альбом вышел в США в октябре 1968 года на лейбле «Tetragrammaton Records», а в Великобритании — в июне 1969 года на лейбле EMI.
В своё время этот альбом был очень популярен и в СССР.